# Russische Vorentscheidungen zum Eurovision Song Contest
In den meisten Jahren fanden keine nationale Vorentscheidungen statt, um den russischen Kandidaten für die Eurovision zu finden. Die austragenden Fernsehsender sind Erster Kanal und RTR.

## Formate
In den Jahren 1995, 1997, 2000–2004 und 2005–2006 wurden die Kandidaten vom Ersten Kanal intern ausgewählt. RTR hielt bisher immer eine Vorentscheidung statt.

## Vorentscheid 1994
| Nr. | Interpret              | Song                       | Platz |
| --- | ---------------------- | -------------------------- | ----- |
| 01  | Megapolis              | Pushkin                    | 8=    |
| 02  | Youddiph               | Wetschni strannik          | 1     |
| 03  | Andrej Misin           | Rossijskaja liritsjetskaja | 3     |
| 04  | Tatjana Martsynkovkaja | Raspjatije                 | 5=    |
| 05  | Sergej Pemkin          | Wspomni                    | 5=    |
| 06  | Nogu Svelo             | Sibirskaja ljubow          | 2     |
| 07  | Kvartal                | Prileti ko mne             | 5=    |
| 08  | Alisa Mon              | Wa-Bank                    | 8=    |
| 09  | Elena Kirii            | Dewki pesni raspewajut     | 4     |
| 10  | Alena Apila            | Oi Oi                      | disq. |
| 11  | Vika Zyganova          | Kogda wernus’ w Rossiyu    | disq. |

Alena Apila wurde disqualifiziert, weil ihr Song entgegen den Regeln im Radio gespielt wurde. Vika Zyganovas Song Kogda wernus’ w Rossiyu stand im Verdacht, antisemitisch zu sein. Youddiph erreichte beim Eurovision Song Contest 1994 in Dublin Platz 9.

## Vorentscheid 1996
| Nr. | Interpret                      | Song                       | Platz |
| --- | ------------------------------ | -------------------------- | ----- |
| 01  | Wladimir Trushin               | Drugaja                    | 11.   |
| 02  | Tatjana Amisenowa              | Vojennaja kolibelnaja      | 8.    |
| 03  | Felix                          | Serebryanniji weter        | 13.   |
| 04  | Zhana Dobrovolskaja            | Weruju w ljubov            | 5.    |
| 05  | Sergey Rogozin & Terem Kvartet | Igraj sudba                | 6.    |
| 06  | Vokal Group                    | Muzika plus                | 7.    |
| 07  | Olga Suzeva                    | Zheltie babochkie          | 10.   |
| 08  | Inna Zhelannaja                | Letai (smertelnaja pesnja) | 9.    |
| 09  | Timur Gorskij                  | Nekrasiwaja                | 13.   |
| 10  | Nogu Svelo                     | Moskowskij romans          | 3.    |
| 11  | Lisa Myalik                    | Zemlya moja                | 4.    |
| 12  | Elena Kutzmina                 | Weterki                    | 2.    |
| 13  | Andrej Kosinski                | Ja - eto Ja                | 1.    |
| 14  | Viktorija Vita                 | Belya Gradi                | 14.   |

Andrej Kosinski schaffte es beim Eurovision Song Contest 1996 nicht, für das Finale zu qualifizieren. In der Qualifikationsrunde erreichte er nur den 26. Platz von 29 Teilnehmern.

## Vorentscheid 2005

### Semifinals
In den Semifinals kämpften je zehn (im dritten SF neun) Titel um den Einzug in das Finale.
| Nr. | Interpret              | Song                        | Platz |
| --- | ---------------------- | --------------------------- | ----- |
| 01  | KGB                    | Stop                        | 6.    |
| 02  | Roman Polonski         | The story of My life        | 9.    |
| 03  | Batyrchan Schukenow    | Twoi shagai                 | 7.    |
| 04  | PlayGirls              | Don’t get down              | 5.    |
| 05  | Dima Bilan             | Not that simple             | 3.    |
| 06  | Katja Bachurina        | Teryala tebya               | 8.    |
| 07  | Jelena Terlejewa & Jam | No more war                 | 1.    |
| 08  | Reflex                 | Lyublyu                     | 4.    |
| 09  | Roman Smirnow          | One day                     | 10.   |
| 10  | Anastasia Stokansija   | Shadows dance all around me | 2.    |

| Nr. | Interpret          | Song                | Platz |
| --- | ------------------ | ------------------- | ----- |
| 01  | Zweri              | Snegopad            | 4.    |
| 02  | Oksana Mazhulis    | Rebel angel         | 6.    |
| 03  | City               | Gorod lyubawi       | 10    |
| 04  | A Sortie           | Keep on shining     | 5.    |
| 05  | Lana-Light         | Never-Never         | 8.    |
| 06  | Warwara            | Letala, da pela     | 2.    |
| 07  | Chai Wdwoem        | Lusille is my name  | 3.    |
| 08  | Anzhelika          | Serdtse angel       | 9.    |
| 09  | Be Good            | Take me back to Rio | 7.    |
| 10  | Natalja Podolskaya | Nobody hurt no one  | 1.    |

| Nr. | Interpret                           | Song               | Platz |
| --- | ----------------------------------- | ------------------ | ----- |
| 01  | Polina Griffits                     | Justice of love    | 6.    |
| 02  | Alexandr Panayotow & Alexey Chrumov | Balalaika          | 2.    |
| 03  | Wictoria Markowa                    | Ya zakroyu dver    | 9.    |
| 04  | Anita Zoi                           | La-La-Lay          | 7.    |
| 05  | Nicolai Demidow                     | Differences        | 4.    |
| 06  | Lada Dance                          | Mixed up world     | 5.    |
| 07  | Sankt-Peterburg                     | Matreshki          | 8.    |
| 08  | Slawa                               | I wanna be the one | 3.    |
| 09  | Irina Shott                         | Identify yourself  | 1.    |

### Finale
| Nr. | Interpret                            | Song                        | Platz |
| --- | ------------------------------------ | --------------------------- | ----- |
| 01  | Alexandr Panayotov & Alexey Chumakow | Balalaika                   | 5.    |
| 02  | Elena Terleeva & Jam                 | No mor war                  | 6.    |
| 03  | Irena Shott                          | Identify yourself           | 7.    |
| 04  | Chai Wdwoem                          | Lusille is my name          | 8.    |
| 05  | Warwara                              | Letala, da pela             | 4.    |
| 06  | Slawa                                | I wanna be the one          | 9.    |
| 07  | Dima Bilan                           | Not that simple             | 2.    |
| 08  | Anastasia Stotskaya                  | Shadows dance all around me | 3.    |
| 09  | Natalya Podolskaya                   | Nobody heart no one         | 1.    |

Natalya Podolskaja erreichte im Finale des Eurovision Song Contest 2005 den 15. Platz.

## Vorentscheid 2008 (Jewrowidenije 2008)

### Platzierungen
| Startnr. | Interpret                       | Song                       | Platzierung |
| -------- | ------------------------------- | -------------------------- | ----------- |
| 01       | A'Sortie                        | Colors Of My Love          | 11          |
| 02       | Palina Smolawa                  | Na rasstoyani dyhanya      | 16          |
| 03       | Asılyar                         | Qarlığaçlar                | 27          |
| 04       | Zhenya Otradnaya                | Porque Amor                | 3           |
| 05       | Aero Band                       | Sibiria                    | 24          |
| 06       | Anna Mushak & William           | The Needle                 | 7           |
| 07       | Nora Adam                       | Gotta Let It Go            | 26          |
| 08       | Natalia Terehova                | So You Can Tell Me         | 22          |
| 09       | Zhenya Rasskazova               | Otpuskayu tebja            | 8           |
| 10       | Dima Bilan                      | Believe                    | 1           |
| 11       | Elena Gorskaya                  | Always all alone           | 14          |
| 12       | Alexandr Panaitov               | Crescent And Cross         | 2           |
| 13       | Pierre Narcisse & Jam Sheriff   | Who I am without your love | 20          |
| 14       | Yulia Mihalchik                 | Cold Fingers               | 6           |
| 15       | Granat                          | Another side of midnight   | 18          |
| 16       | Sabrina                         | Wreck                      | 19          |
| 17       | BK-Band                         | Don’t break my heart       | 23          |
| 18       | Aza Bataeva                     | It’s no dream              | 21          |
| 19       | Tamila Bloggy                   | Sny                        | 9           |
| 20       | Prime Minister                  | My parallelnie myre        | 10          |
| 21       | Anatoliy Alyoshin               | One more try               | 17          |
| 22       | Alexei Wladimirowitsch Worobjow | The new Russian Kalinka    | 5           |
| 23       | Roman Bezhin                    | I'm missing                | 25          |
| 24       | Sergej Lazarev                  | Flyer                      | 4           |
| 25       | Natalia Astafieva               | Tri luny                   | 13          |
| 26       | Max Lorens & Satsura            | Day Nam dozhd              | 15          |
| 27       | Olga Vatrus                     | King Of Seducation         | 12          |

### Teilnehmer
Viele Teilnehmer nahmen schon am Eurovision Song Contest teil:
- Dima Bilan war bereits beim Eurovision Song Contest 2006 Interpret
- Palina Smolawa war ebenfalls 2006 für Belarus am Start
- Prime Minister waren 2002 für Russland am Start.

### Beim Contest
In Belgrad erreichte Dima Bilans Lied Believe im ersten Semifinale Platz 3, es qualifizierte sich also fürs Finale. Dort erreichte es Platz 1 vor Shady Lady von Ani Lorak (Ukraine) und Secret Combination von Kalomoira (Griechenland). Der Eurovision Song Contest 2009 fand somit in Moskau statt.

### Anderes
- Der Beitrag von Asılyar (Qarlığaçlar) wurde auf Tatarisch vorgetragen.